# ドラゴンクエスト トレジャーズ 蒼き瞳と大空の羅針盤
『ドラゴンクエスト トレジャーズ 蒼き瞳と大空の羅針盤』（ドラゴンクエスト トレジャーズ あおきひとみとおおぞらのらしんばん）は、トーセが開発しスクウェア・エニックスより発売されたNintendo SwitchおよびPC用ゲームソフト。
2022年11月から集英社発行の月刊誌『Vジャンプ』にて、『ドラゴンクエスト トレジャーズ アナザーアドベンチャー ファドラの宝島』のタイトルで、本作の「もう一つの物語」として漫画版が連載開始した。

## 概要
ドラゴンクエストシリーズの新規スピンオフタイトルで、『ドラゴンクエストXI 過ぎ去りし時を求めて』の登場人物カミュの幼少時代の物語を描いたアクションRPG。
2022年12月9日にNintendo Switch版が発売され、2023年7月15日にSteam版が発売された。
海外のレビュー収集サイト「Metacritic」では、72％のスコアを獲得した。

## あらすじ
主人公のカミュとマヤは、バイキング船で働きながら暮らす幼い兄妹である。本物の宝を見つけることを夢見る2人は、ある夜、宝探しに出かけようと船から抜け出す途中で、バイキングに捕まっていた精霊のミューシャとトンブーに出会う。精霊を助けた兄妹は、「お宝ハンター」としての才能を見込まれ、「はてしなき竜の大地」と呼ばれる異世界に飛ばされる。竜の大地は、風土が異なる5つの島にモンスターが生息し、数多くの宝が眠っているという。カミュとマヤは、「お宝ハンター」を目指して、兄妹の夢だった宝探しの冒険に出発する。

## 登場人物

### 主要人物
カミュ
声 - くまいもとこ
本作の主人公の一人。「クールな少年」と評されるマヤの兄。本物の宝を見つけて金持ちになったら、バイキング船を出ていくことを夢見ている。
マヤ
声 - 水瀬いのり
本作の主人公の一人。「キュートな少女」と評されるカミュの妹。本物の宝を見つけたら、子供だとバカにしてくるバイキングたちを見返してやろうと思っている。
ミューシャ
声 - 新井里美
猫のような見た目をした精霊。カミュと行動する。
トンブー
声 - 高戸靖広
豚のような見た目をした精霊。マヤと行動する。

### 団の仲間たち
カミュとマヤが、お宝を奪おうとするライバル団に対抗するために結成したお宝探しの「団」の団員たち。「はてしなき竜の大地」で暮らすモンスターで構成されている。団の名前や団旗はプレイヤーが自由に決められる。
車掌トマソン
声 - 蒼井翔太
竜の鉄道カンパニーの社長兼技術長兼車掌。竜の大地に鉄道を復興させることが夢で、カミュとマヤに拠点を提供する。
受付係セシリー
声 - 鬼頭明里
竜の鉄道カンパニーで受付係をしていた社員。受付所を管理し、団への加入希望者の受付や、新しい施設の提案などを行う。
指導員ジャネマ
声 - 諏訪部順一
竜の鉄道カンパニーで人事を行っていた社員。団員寮でのパーティ編成や仲間モンスターの派遣業務を行う。
スラペコ
声 - かないみか
竜の鉄道カンパニーの社員食堂で働いていたクイーンスライム。未知の食材を探すために世界中を旅していた。拠点ではスラペコ食堂を営業し、仲間モンスターを一定時間強化する料理を提供する。
マーゴム
声 - 内田雄馬
世界各地を渡り歩く行商人。竜の鉄道カンパニーと取引していたことがある。拠点ではマーゴム商店を営業し、仕入れた素材やレシピを販売する。
ブリッツ
声 - 増元拓也
鉱石の研究をしており、竜の鉄道カンパニーでは車両を作っていた職人。拠点では弾丸屋を営業し、カミュとマヤがフィールドで使うスリング用の弾を作る。
キラリン
声 - 林原めぐみ
黄色いリボンをつけたキュートスライム。異世界にやってきたばかりのマヤが出会った、最初に仲間になるモンスター。
外交員ディプロン
声 - 皆川純子
トマソンの友人で、外交を得意とする。ディプロンを通して他の団との交流ができる。

### ギンギーラ空賊団
ギンギーラのカリスマ性に引きつけられた者たちで構成された空賊団。数百人の人間とモンスターが所属している。
ギンギーラ
声 - 杉田智和
「伝説の大空賊」と呼ばれるギンギーラ空賊団の大親分。役立たずの部下を躊躇なく切り捨てる非情な性格をしている。
ゲールズ
声 - 島﨑信長
「黒の貴公子」の異名を持つギンギーラ空賊団の幹部。ギンギーラを崇拝している。
メレイン
声 - 日笠陽子
「紫電の牙」の異名を持つギンギーラ空賊団の幹部。姉御肌で団員から厚い信頼を寄せられている。
ニャゴス
声 - 神谷浩史
ギンギーラ空賊団の幹部。マヤに一目惚れし、彼女を「ハニー」と呼ぶ。
ベニーシャ
声 - 田村ゆかり
ツナマンと2体1組で行動している空賊団員。毒舌で、ツナマンの言動にツッコミを入れる。
ツナマン
声 - 小野大輔
ベニーシャとコンビを組んでいる空賊団員。おとぼけ気味の言動をしており、しっかり者のベニーシャを尊敬している。

### シルフ探検隊
シルフの国から「はてしなき竜の大地」に派遣された探検隊。2つの島に野営地をかまえている。
レオヴァン隊長
声 - 安元洋貴
「誇り高き疾風の将」と呼ばれるシルフ探検隊の隊長。豪胆で頑固な性格。ギンギーラとは因縁の仲。
ブリサ
声 - 石見舞菜香
シルフ探検隊のお宝ハンターの1人。レオヴァンを慕うおてんばな少女。
アネモア
声 - 皆口裕子
シルフの国の第一王女。おつきのヘルコンドルとともに、島々を探検している。竜の大地の古代文字を解読することができる。

### 特別なモンスター
エルルー
声 - 林原めぐみ
神の力を継ぐエンゼルゴンの子竜。ゲームクリア後にミューシャとトンブーの頼みごとを解決すると、拠点の受付で仲間にできるようになる。
ゆうぼん
声 - 堀井雄二
ドラゴンクエストシリーズの生みの親・堀井雄二がモンスターボイスを担当するキングスライム。堀井が自身のサインなどで描くスライムのイラストと同様に、頬に3本のラインが入っている。
ペコット
声 - 兎田ぺこら
バーチャルYouTuberの兎田ぺこらがモンスターボイスを担当するキラーマシン。兎田ぺこらをイメージしたデザインで、うさぎのマフラーとにんじんカラーの剣が特徴。

## 世界観
ロトゼタシア
カミュとマヤが元々いた世界。
はてしなき竜の大地
巨大な黄金竜の身体が大地になっている世界。6つの空に浮く島で構成されており、そのうち拠点本部の島（はじまりの島）を除く5つの浮遊島でカミュとマヤはお宝探しをすることになる。各島はそれぞれ異なる風土になっており、多種多様なモンスターが生息する。
はじまりの島
かつて竜の大地の島々をつなげていた鉄道会社「竜の鉄道カンパニー」の本社があった島。カミュとマヤは鉄道会社のトマソンと交渉し、ここを冒険の拠点とする。拠点を発展させることで様々な施設が増えていく。
ファスカル島
カミュとマヤが最初に訪れる島。工場跡地や平原が広がる上層と、密林や洞窟がある下層に分かれており、リフトを使って行き来できる。
クフィ砂漠島
砂と岩山に覆われた島。砂嵐が吹き荒れており、流砂が発生する場所もある。
セナック火山島
火山と溶岩でできた高低差の激しい島。島の西にはセナクゼ火山があり、島の中心部には溶岩地帯が広がっている。
ツバイザ草原島
温暖湿潤な気候の草原が広がる島。島の北には非常に標高の高いウィンガ霊山がそびえ立っている。
テーリア氷雪島
雪と氷に包まれた島。島の南には半分凍りついた巨大湖・クリスタ湖が広がっている。

## スタッフ
- ゼネラルディレクター - 堀井雄二[1]
- キャラクターデザイン - 鳥山明[1]
- 音楽 - すぎやまこういち[1]
- 企画・開発 - 株式会社スクウェア・エニックス / 株式会社トーセ[1]
- 制作・販売 - 株式会社スクウェア・エニックス[1]

## 攻略本
- Vジャンプブックス ドラゴンクエスト トレジャーズ 蒼き瞳と大空の羅針盤 お宝ハンティングガイド（ISBN 978-4-08-779805-0）
- SE-MOOK ドラゴンクエスト トレジャーズ 蒼き瞳と大空の羅針盤 公式ガイドブック（ISBN 978-4-7575-8370-2）

## 漫画
ドラゴンクエスト トレジャーズ アナザーアドベンチャー ファドラの宝島
原作：はらまさき、作画：天野洋一、監修：堀井雄二、協力：スクウェア・エニックス。『Vジャンプ』2023年1月特大号から2024年5月特大号まで連載された。
本作のコミカライズ作品。ゲーム版とは異なるもう1つの物語で、カミュとマヤが突然姿を消した師匠トレザを捜すため、冒険の旅に出る。
- 『ドラゴンクエスト トレジャーズ アナザーアドベンチャー ファドラの宝島』集英社〈ジャンプ コミックス〉、全3巻[10]
  1. 2023年6月2日発売、ISBN 978-4-08-883533-4
  2. 2023年12月4日発売、ISBN 978-4-08-883745-1
  3. 2024年6月4日発売、ISBN 978-4-08-884078-9